# Anticiklona
Anticiklona ili barički maksimum je područje visoka tlaka u atmosferi. Ako se raspored tlaka zraka na nekoj visini prikaže pomoću izobara, to jest linija jednakoga tlaka zraka, tada se anticiklona prikazuje zatvorenim kružnim ili eliptičnim izobarama u kojima se nalazi maksimum tlaka zraka (barometarski maksimum). U anticikloni na sjevernoj polutki zrak struji u smjeru gibanja kazaljke na satu, na južnoj polutki u obrnutom smjeru i udaljuje se od središta prema rubovima anticiklone. Zbog toga se u visinama zrak spušta pa u anticiklonalnim područjima pretežito prevladava lijepo i stabilno vrijeme s malo oblaka. Osobito zimi, međutim, u donjim slojevima zraka u anticikloni se pojavljuju niski oblaci ili magla.  Označava se slovom V (ili A). Tlak zraka je jednak ili viši od 1013 hPa. Anticiklona donosi stabilno, suho i vrlo često sunčano vrijeme.

## Ciklone i anticiklone
Ciklona je ogromni zračni vrtlog sniženog tlaka zraka, u kojem se čestice zraka na sjevernoj polutki gibaju u smjeru suprotnom kazaljci na satu, a na južnoj polutki u smjeru kazaljke na satu. Idući od središta ciklone prema njenoj periferiji, raste tlak zraka, pa su izobarne plohe snižene prema središtu ciklone. Izobare su u cikloni zatvorene krivulje, slične elipsi. Vodoravni promjer ciklone iznosi od 100 do 3000 km, a okomito se ciklona prostire katkada i do visine od 15 do 20 km. U umjerenim zemljopisnim širinama tlak se u središtu ciklone mijenja od 950 do 1030 mbar, a u prosjeku iznosi oko 1000 mbar. U tropskim predjelima tlak u središtu ciklone može pasti na 900 mbar, pa i niže. 
Anticiklona je područje povišenog tlaka zraka s najvećom vrijednošću u središtu. I to je ogroman zračni vrtlog, no gibanje čestica zraka je suprotno od onog u cikloni; na sjevernoj Zemljinoj polutki čestice se gibaju u smjeru kazaljke na satu, a na južnoj obratno. Izobare su u anticikloni također zatvorene krivulje, često elipsoidnog oblika. Najviši tlakovi u središtu anticiklone mogu biti i veći od 1050 mbar, a najviši je tlak zabilježen 31. prosinca 1968. u Agati (sjeverni Sibir) i iznosio je 1083,8 mbar. 
Umjesto naziva ciklona i anticiklona ponegdje se još upotrebljavaju nazivi barički minimum i barički maksimum, a za ciklonu i naziv depresija. 
Prema zemljopisnom području nastanka razlikuju se: izvantropske ciklone i anticiklone, tropske ciklone (takozvani cikloni) s nazivima uragani i tajfuni te suptropske anticiklone. 

### Teorija nastanka ciklone
Danas je prihvaćena teorija nastanka ciklone na polarnoj fronti, koju je razvila bergenska škola (Jacob Bjerknes i H. Solberg od 1921. do 1923.). Zbog poremećaja atmosferske fronte nastaje mali val, u kojemu u prednjem dijelu napreduje topli, a na stražnjoj strani hladni zrak, pa frontalna ploha postupno dobiva svojstva tople, odnosno hladne fronte. Poremećaj se pomiče uzduž prvobitne stacionarne fronte, i to u smjeru općeg strujanja u visini. 
Dalji razvoj poremećaja zavisi od dinamičkih uvjeta u atmosferi. Ako valna duljina poremećaja premašuje kritičnu vrijednost (dinamički labilno stanje), na vrhu vala smanjit će se tlak i postupno daljim produbljivanjem dovesti do zatvorene ciklonalne cirkulacije (zatvorene izobare) te izraženog valnog oblika poremećaja s toplom i hladnom frontom, koje odjeljuju i ograničuju takozvani topli sektor ciklone. Tako razvijena ciklona naziva se mladom ciklonom, i već ima razvijeni oblačni sustav i područja oborine. Gibanje mlade ciklone može se približno odrediti prema smjeru izobara u toplom sektoru. Iza hladne fronte, na stražnjoj strani ciklone tlak zraka raste, ispred tople fronte tlak zraka pada i pri tom se ciklona dalje produbljuje. Zatvorena ciklonska cirkulacija postupno zahvaća sve veće područje, i do 1000 km u promjeru. 
Hladna fronta mlade ciklone giba se redovito većom brzinom od tople fronte, pa se postupno topli sektor sve više suzuje, i to tako da sustizanje fronta započinje od središta ciklone. Ciklona postupno  okludira, i nastaje okludirana fronta. Mjesto gdje se sijeku topla i hladna fronta (točka okluzije) postupno se seli sve dalje od središta ciklone i istodobno nastaje najveći pad tlaka. U tom stadiju područje oborine zahvaća i čitavu frontu okluzije. Vremenski razmak između mlade i djelomice okludirane ciklone iznosi oko 12 sati. 
Tokom daljeg razvoja ciklone okluzivni proces zahvaća sve veće dijelove frontalnog sustava, koji se sve više savija prema unazad, što se može vidjeti iz satelitskih snimaka oblačnog sustava okludirane ciklone. U zadnjem stadiju produbljivanja ciklona zauzima čitavu troposferu. Gibanje se ciklone sve više usporuje da bi u zadnjem stadiju postala kvazistacionarna. Hladni zrak u donjoj troposferi zauzima sve dijelove ciklone, a topli zrak je podignut u visinu.
Kraj razvoja ciklone predstavlja završetak procesa okluzije. Kad se ciklona počne postupno popunjavati (tlak raste na čitavom području), postupno prestaje oborina, a raspada se i oblačni sustav ciklone. 
Ciklone koje dolaze s Atlantika na europsko kopno obično stižu na kontinent već okludirane. Na jednoj polarnoj fronti nad Atlantikom redovito se stvara niz uzastopnih ciklona, takozvana porodica ciklona, od kojih svaka nova nastaje sve južnije. Takva porodica ciklona može obuhvatiti od 3 do 5 ciklona, koje se kreću od zapada prema istoku sve južnijim putanjama, a u razmaku od jednog do dva dana. Serija ciklona završava se kad prodor hladnog zraka na stražnjoj strani polarne fronte stigne do suptropskih širina. 
Prikazani razvoj ciklone odgovara prosječnom stanju, od kojeg pojedine ciklone mogu znatno odstupati. Valja napomenuti da se ciklona u određenim uvjetima može i regenerirati. To nastaje kad se ciklona približi veoma zagrijanom kopnu, ili se u nju uvuče vrlo hladni zrak na kontinentu. Ciklone mogu nastati na polarnoj fronti i u zapadnom Sredozemlju (Genovska ciklona), prije svega zbog jakog prodora polarnog zraka u Sredozemlju. Upravo su takve ciklone najvažnije za vrijeme u našim krajevima, jer donose najveće oborine i znatne promjene vremena. 
Najvažniji procesi koji uvjetuju vrijeme u anticiklonama jesu istjecanje zraka u donjim slojevima i silazno strujanje zraka uz adijabatsko zagrijavanje u višim slojevima (donjoj troposferi). Zbog spuštanja zraka nastaju u anticiklonama na visini od nekoliko kilometara takozvane inverzije supsidencije (inverzije temperature zbog adijabatskog zagrijavanja sloja zraka koji se spušta prema tlu, tako da temperatura zraka u tom sloju raste s visinom) ispod kojih, ako je zrak vlažan, mogu nastati stratusi i stratokumulusi, osobito u hladno doba godine. Nebo je tada potpuno oblačno, što može potrajati danima, pa i tjednima. Suprotno tome, ljeti je za anticiklone svojstveno vedro ili malo oblačno vrijeme, a temperature su zraka visoke. Vedro vrijeme može postojati u anticiklonama i zimi ako se u njima nalazi kontinentalni suhi zrak. Uz slabe vjetrove, prije svega ako je tlo pokriveno snijegom, mogu pri tlu nastati jake inverzije i vrlo niske temperature. 
Svojstva vremena u anticiklonama zavise i od toga da li se promatrano mjesto nalazi blizu središta ili uz rub anticiklone. Na rubovima anticiklone pojavljuju se često vremenske prilike koje su svojstvene za sektore susjednih ciklona. 
Prema sastavu i nastanku, anticiklone se mogu razvrstati na anticiklone koje putuju (nastaju između ciklona jedne porodice ciklona), hladne anticiklone (nastaju na stražnjoj strani serije ciklona), kvazistacionarne anticiklone (nastaju nakon prodora hladnog zraka i mogu zauzimati veliki prostor, često i površine čitavog kontinenta, a zadržavaju se na istom mjestu dugo vremena) i suptropske anticiklone (područja visokog tlaka, koja zauzimaju veliki prostor, prostiru se do velikih visina i gotovo su nepomična). Anticiklone, koje zauzimaju veliki prostor i čitavu troposferu, redovito postaju velika upravljačka središta za gibanje ciklona na svom rubu. Tako na primjer, veoma izražena anticiklona u Zapadnoj Europi može postati blokirajuće središte, koje kroz duže vrijeme onemogućuju prodor ciklone na europsko kopno.